# Генри, Дэвид (футболист)
Дэвид Генри (англ. David Henry, 27 августа 1993, Канарис, Сент-Люсия) — сент-люсийский футболист, нападающий.

## Биография
На молодёжном уровне выступал за клубы Ciceron Seagulls и Allens FC. В 2011 году в чемпионате Сент-Люсии играл за клуб «Челленджерс». В 2012 году в составе клуба английской Южной футбольной лиги Chalfont St Peter A.F.C. забил 4 гола в трёх матчах. Вернувшись на родину, играл за North London Olympians, Square Boys United, Pioneers FC. В августе 2015 года появилась информация о том, что Генри переходит в гибралтарский клуб «Линкс», но в январе 2016 подписал контракт с клубом первого дивизиона Мальты «Сан Джуанн», став первым футболистом из Сент-Люсии в европейском клубе.
С 2014 года выступает за сборную Сент-Люсии. В сентябре 2014 сыграл две игры в квалификации к Карибскому кубку 2014 против сборных Сент-Киттса и Невиса и Гайаны. В мае 2015 провёл два товарищеских матча со сборными Сент-Винсенга и Гренадин и Гренады, в июне сыграл два матча во втором раунде отборочного турнира на чемпионат мира 2018 против сборной Антигуа и Барбуды (3:1, 1:4); в первом матче забил гол.